# Vincent Martella
Vincent Michael Martella (Rochester, Monroe megye, New York, 1992. október 15. –) amerikai színész, énekes, szinkronszínész.
Legismertebb alakítása Greg Wuliger a 2005 és 2009 között futó Everybody Hates Chris című sorozatban. A Phineas és Ferb című sorozatban is szerepelt.

## Pályafutása
Első fontosabb szerepe az Everybody Hates Chris című sorozatban volt.
A floridai DeLandben él édesanyjával, apjával és három testvérével.
Phineas Flynn szinkronizálja a Disney XD Phineas és Ferb animációs sorozatban.
Hope Estheim hangját adta a 2010-es Final Fantasy XIII videojátékban, majd megismételte a Final Fantasy XIII-2-ben.
Jason Todd hangját adta a Batman: Death in the Family című filmben.
Szerepelt a The Walking Dead televíziós sorozat negyedik évadban.

## Magánélete
Martella a New York-i Rochesterben született. Gyermekkorában DeLandba költöztek. 2011-ben érettségizett a DeLand középiskolában. A floridai Egyetemen tanult.
Édesanyja Martella Donna, édesapja Michael Martella. Apja egy pizzéria lánc tulajdonosa.

## Filmográfia

### Film
| Év   | Magyar cím                                          | Eredeti cím                                              | Szerep                                           | Magyar hang                     |
| ---- | --------------------------------------------------- | -------------------------------------------------------- | ------------------------------------------------ | ------------------------------- |
| 2020 |                                                     | Batman: Death in the Family                              | Jason Todd / Robin / Red Robin / Red Hood (hang) |                                 |
| 2020 | Phineas és Ferb, a film: Candace az Univerzum ellen | Phineas and Ferb the Movie: Candace Against the Universe | Phineas Flynn (hang)                             | Penke Bence Sánta László (ének) |
| 2015 |                                                     | McFarland, USA                                           | Brandon                                          |                                 |
| 2015 |                                                     | Riley                                                    | Cole                                             |                                 |
| 2015 |                                                     | Clinger                                                  | Robert Klingher                                  |                                 |
| 2011 |                                                     | Last at Bat                                              | Brother                                          |                                 |
| 2011 | Phineas és Ferb a 2. dimenzióban                    | Phineas and Ferb: Across the 2nd Dimension               | Phineas Flynn / Phineas-2 (hang)                 | Penke Bence                     |
| 2010 | Batman a Piros Sisak ellen                          | Batman: Under the Red Hood                               | Jason Todd / Robin (hang)                        | Berkes Bence                    |
| 2008 | Példátlan példaképek                                | Role Models                                              | Artonius                                         | Baradlay Viktor                 |
| 2008 |                                                     | Bait Shop                                                | Scott                                            |                                 |
| 2005 | Tök alsó 2. – Európai turné                         | Deuce Bigalow: European Gigolo                           | Billy                                            | Kilényi Márk Olivér             |

### Televízió
| Év               | Magyar cím           | Eredeti cím                              | Szerep                                   | Megjegyzések                                                                 |
| ---------------- | -------------------- | ---------------------------------------- | ---------------------------------------- | ---------------------------------------------------------------------------- |
| 2016–2019        | Milo Murphy törvénye | Milo Murphy's Law                        | Bradley Nicholson / Phineas Flynn (hang) | mellékszereplő magyar hangja Pálmai Szabolcs (Bradley) Penke Bence (Phineas) |
| 2013–2014        | The Walking Dead     | The Walking Dead                         | Patrick                                  | 3 epizód                                                                     |
| 2012             | A mentalista         | Martin Klubock                           | Martin Klubock                           | 1 epizód: Vérben az igazság                                                  |
| 2012             | A kísértetek órája   | R. L. Stine's The Haunting Hour          | Jean-Louis                               | 1 epizód: Poof De Fromage                                                    |
| 2011             |                      | Love Bites                               | Josh Ford                                | 1 epizód: Sky High                                                           |
| 2010–2011        |                      | Take Two with Phineas and Ferb           | Phineas Flynn (hang)                     | főszereplő                                                                   |
| 2007–2015, 2025– | Phineas és Ferb      | Phineas and Ferb                         | Phineas Flynn (hang)                     | főszereplő magyar hangja Penke Bence                                         |
| 2007             |                      | Can You Dig It                           | Barry (hang)                             |                                                                              |
| 2005–2009        |                      | Everybody Hates Chris                    | Greg Wuliger                             | főszereplő                                                                   |
| 2004–2006        |                      | Ned’s Declassified School Survival Guide | Scoop                                    | 3 epizód                                                                     |